# Liste der Stadtoberhäupter von Stuttgart
Die Liste der Stadtoberhäupter von Stuttgart enthält die Stadtoberhäupter Stuttgarts. Diese trugen im Laufe der Jahrhunderte verschiedene Amtsbezeichnungen. Während der Zeit des Herzogtums Württemberg lautete die Amtsbezeichnung Vogt. Kurz vor Gründung und während des Königreichs Württemberg wurden drei verschiedene Amtsbezeichnungen verwendet, so waren von 1799 bis 1811 Stadtoberamtmann, von 1811 bis 1819 Stadtdirektor und von 1819 bis 1918 Stadtschultheiß üblich. Stadtschultheiß war auch die Amtsbezeichnung zwischen 1918 und 1930. Die Bezeichnung Oberbürgermeister war zwischen 1819 und 1918 ein königlicher Ehrentitel. Mit der Verabschiedung der Württembergischen Gemeindeordnung von 1930 wurde schließlich die Amtsbezeichnung Oberbürgermeister eingeführt. Das Stadtoberhaupt Stuttgarts hat die Funktion als Behördenleiter der Stadtverwaltung inne.
| Name                           | von  | bis  | Amtsbezeichnung                                           | Bemerkungen                                                                                       | Bemerkungen                                              | Bild                           |
| ------------------------------ | ---- | ---- | --------------------------------------------------------- | ------------------------------------------------------------------------------------------------- | -------------------------------------------------------- | ------------------------------ |
| Christian Heinrich von Günzler | 1799 | 1804 | Stadtoberamtmann                                          |                                                                                                   | 1758–1842 Jurist                                         | Christian Heinrich von Günzler |
| Gottfried Eberhard Hoffmann    | 1805 | 1811 | Stadtoberamtmann                                          | 1760–? Jurist                                                                                     |                                                          |                                |
| Karl Eberhard von Wächter      | 1811 | 1813 | Stadtdirektor                                             | 1758–1829 1816–1817 Innenminister des Königreichs Württemberg                                     |                                                          |                                |
| Carl Friedrich von Dizinger    | 1813 | 1819 | Stadtdirektor                                             | 1774–1842                                                                                         |                                                          |                                |
| Willibald Feuerlein            | 1820 | 1833 | Stadtschultheiß                                           | 1781–1850 Jurist 1. März 1822: Verleihung des Ehrentitels Oberbürgermeister                       | Willibald Feuerlein                                      |                                |
| Georg Gottlob von Gutbrod      | 1833 | 1861 | Stadtschultheiß                                           | 1791–1861 Beamter                                                                                 | Georg Gottlob von Gutbrod                                |                                |
| Heinrich von Sick              | 1862 | 1872 | Stadtschultheiß                                           | 1822–1881 Jurist Ehrentitel Oberbürgermeister 1872–1881 Innenminister des Königreichs Württemberg | Heinrich von Sick                                        |                                |
| Theophil Friedrich von Hack    | 1872 | 1892 | Stadtschultheiß                                           | 1843–1911 Kameralbeamter Ehrentitel Oberbürgermeister                                             | Theophil Friedrich von Hack                              |                                |
| Emil von Rümelin               | 1893 | 1899 | Stadtschultheiß                                           | 1846–1899 Finanzbeamter Verleihung des Ehrentitels Oberbürgermeister am 24. September 1893        | Emil von Rümelin                                         |                                |
| Heinrich von Gauß              | 1899 | 1911 | Stadtschultheiß                                           | 1858–1921 Jurist Ehrentitel Oberbürgermeister                                                     | Heinrich von Gauß                                        |                                |
| Karl Lautenschlager            | 1911 | 1933 | Stadtschultheiß (1911–1930) Oberbürgermeister (1930–1933) | 1868–1952 Jurist Erster Bürgermeister Stuttgarts mit der Amtsbezeichnung Oberbürgermeister        | Karl Lautenschlager                                      |                                |
| Karl Strölin                   | 1933 | 1945 | Oberbürgermeister                                         |                                                                                                   | 1890–1963 Offizier Partei: NSDAP                         | Karl Strölin, 1938             |
| Arnulf Klett                   | 1945 | 1974 | Oberbürgermeister                                         |                                                                                                   | 1905–1974 Jurist Partei: parteilos                       | Arnulf Klett                   |
| Manfred Rommel                 | 1975 | 1996 | Oberbürgermeister                                         |                                                                                                   | 1928–2013 Jurist Partei: CDU                             | Manfred Rommel                 |
| Wolfgang Schuster              | 1997 | 2013 | Oberbürgermeister                                         |                                                                                                   | 1949 Jurist Partei: CDU                                  |                                |
| Fritz Kuhn                     | 2013 | 2021 | Oberbürgermeister                                         |                                                                                                   | 1955 Sprachwissenschaftler Partei: Bündnis 90/Die Grünen | Fritz Kuhn                     |
| Frank Nopper                   | 2021 |      | Oberbürgermeister                                         |                                                                                                   | 1961 Jurist Partei: CDU                                  | Frank Nopper                   |